# Morschach
Morschach é uma comuna da Suíça, no Cantão Schwyz, com cerca de 902 habitantes. Estende-se por uma área de 23,44 km², de densidade populacional de 38 hab/km². Confina com as seguintes comunas: Ingenbohl, Muotathal, Riemenstalden, Seelisberg (UR), Sisikon (UR), Svitto (Schwyz).
A língua oficial nesta comuna é o Alemão.